# Festival de cinéma de Douarnenez

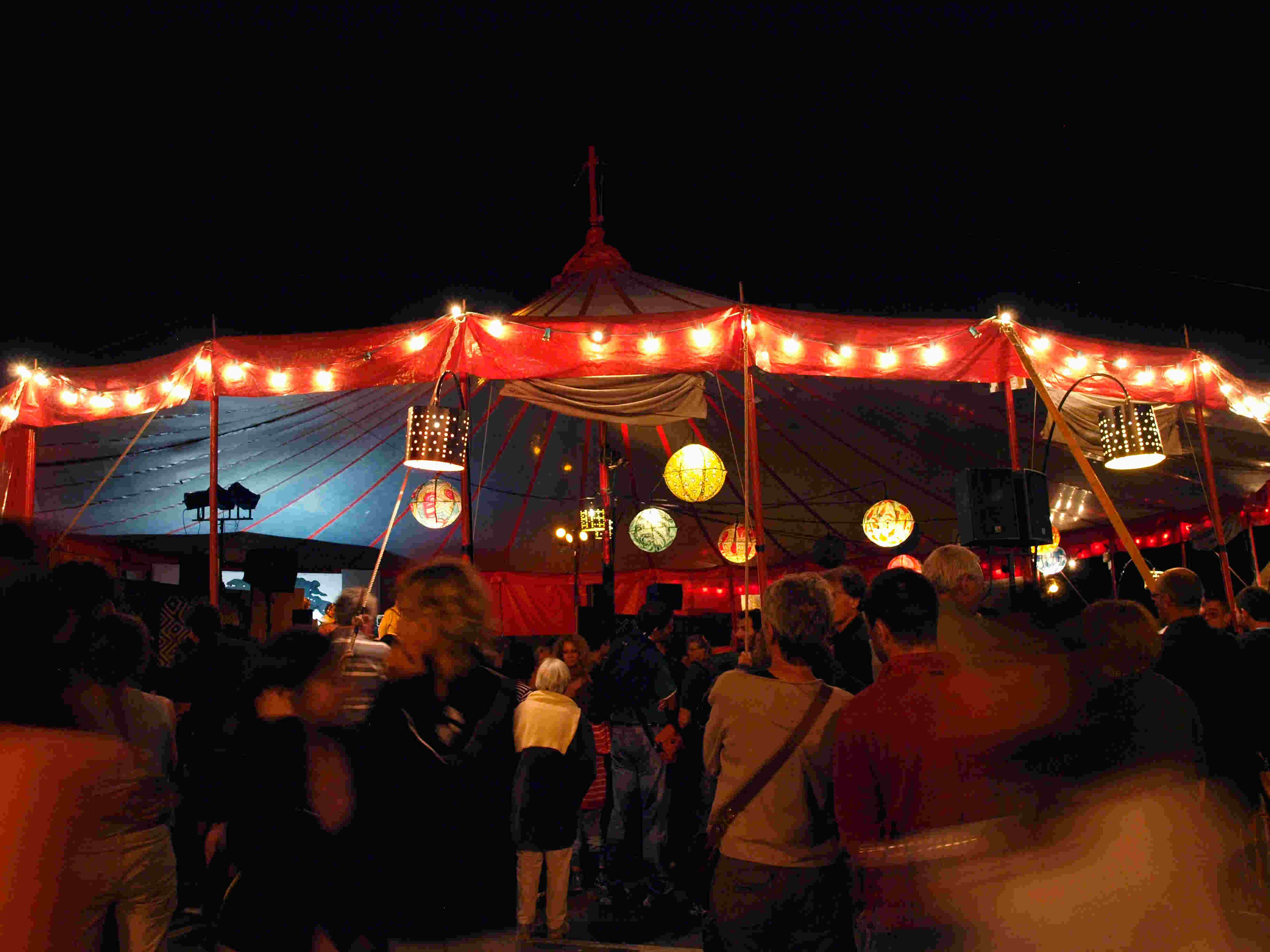
Festival de Cinéma de Douarnenez - cinéma, concert, exposition, débat.

Le Festival de cinéma de Douarnenez/Gouel ar filmoù est un festival de cinéma international se déroulant à Douarnenez (Finistère, France).
Créée en 1978, l’association festival de cinéma de Douarnenez a pour objectif principal de faire découvrir par leur cinéma et par le cinéma, les peuples minorisés et/ou minoritaires qui luttent pour leurs cultures, leurs langues, leur identité voire leur survie. En résonance avec son identité bretonne, le Festival poursuit depuis 40 ans sa traversée cinématographique et humaine, convoquant l’ici et l’ailleurs, la création et la culture bretonne comme la diversité des combats et des créations artistiques des peuples du monde.

## Histoire
Le festival est créé en 1978 par un groupe de jeunes cinéphiles liés à la MJC de Douarnenez. Trois causes leur tiennent particulièrement à cœur : la lutte contre le projet de création d'une centrale nucléaire à Plogoff, la situation du Tiers-Monde et la renaissance de la culture bretonne. L’association Festival de cinéma de Douarnenez (association loi de 1901) est conventionnée avec la ville de Douarnenez, le Conseil départemental du Finistère et la Région Bretagne.
Jusqu’en 1989, le Festival est lié aux activités de la MJC, puis une association est créée pour prendre en charge l’organisation du Festival.
Erwan Moalic, présent dès 1978, assure la programmation, assisté par Caroline Troin à partir de 1990. En 2010, ils effectuent leur dernière année à la tête du Festival. La direction du Festival sera assurée à partir de 2011 par Éric Prémel, puis par Yann Stéphant de 2014 à 2018. Christian Ryo prend la relève fin 2018 jusqu'en 2023 et est remplacé par Yannick Reix.
En 2018, Caroline Troin, ancienne programmatrice, et Gérard Alle, ancien bénévole et administrateur au festival, ont publié l'ouvrage Les yeux grands ouverts : Douarnenez, 40 ans de cinéma et de diversité (éditions Locus Solus, 2018) qui retrace chaque édition du festival depuis 1978.

## Caractéristiques
Le festival de cinéma de Douarnenez se réclame des valeurs de l'éducation populaire.
Il a dans ses objectifs la défense, la promotion et la diffusion des cultures minorisées et de leurs langues, et ce, par divers biais :
Cinéma
Les projections s'enchaînent en continu tous les jours du festival dans au moins quatre salles. Se partagent l'affiche :
- Films de patrimoine, éventuellement rares (le festival s'engage à favoriser les projections pellicule[6])
- Documentaires et fictions
- Avant-premières

- Prise de vue continue ou animation
- Courts, moyens et longs métrages
- Grosses productions et films d'auteurs

Littérature
- Contes
- Traditions orales

Musique
Expositions
Elles regroupent le dessin, la sculpture, la peinture, la photographie, les arts plastiques 
Débats
Ils sont assurés par des invités prestigieux (réalisateurs, artistes, journalistes ou hommes politiques) :
- lors des séances de cinéma ;
- lors de créneaux dédiés, traditionnellement :
  - un le matin (les petits déjeuners-palabres) à la MJC ;
  - un le soir à 18 heures sur le lieu central du festival.

Le festival se définit par cette manière de croiser les regards et de multiplier les récits et les points de vue dans une atmosphère conviviale. [réf. souhaitée]

### Principes de la programmation
Chaque édition comporte au moins 6 parcours :
1. Peuple invité : proche ou lointain, qui lutte pour son identité, souvent bafouée, que ces combats concernent le territoire, la langue, la culture, un statut politique ou la dignité tout simplement.
2. Grande Tribu : au sein de la section Grande Tribu, le festival diffuse des films mettant en avant des peuples déjà invités, lors d'éditions précédentes et prend des nouvelles d'invités qui sont venus témoigner de ces luttes. Elle permet de garder un lien avec les réalisateurs et de continuer à partager les récits de territoires en résistance.
3. Regards d'ici : une place de choix à la production audiovisuelle bretonne. Le festival est en partenariat avec l'association Daoulagad Breizh qui propose chaque année une sélection de films, ainsi que des rencontres professionnelles. Cette section est récurrente et de plus, le festival, signataire de la charte Ya_d'ar_brezhoneg, est partiellement bilingue français-breton (à minima).
4. Monde des sourd·e·s : depuis 2009, la langue des signes française est, avec le breton et le français, la troisième langue officielle du festival.
5. Le parcours LGBTQIA+ questionne la place de ses communautés au sein du peuple invité offre une meilleure appréhension de nos rapports sociaux. Elle participe, au travers des films et rencontres, à déconstruire les nombreux préjugés et stéréotypes sur cette communauté.
6. Jeune public : une sélection de films des autres thématiques à laquelle d'autres sont spécifiquement ajoutés. De plus, le festival propose un mini-festival : les enfants qui y sont inscrits sont pris en charge par des animateurs sur une ou plusieurs demi-journées.
7. Des thèmes et focus supplémentaires apparaissent suivant les éditions :
  - Focus liés aux droits de l'homme (Afghanistan, Tchétchénie…)
  - « coup de chapeau » à un réalisateur
  - Section transversale interrogeant d'autres pans de nos sociétés (femmes, prisons, immigration, mondialisation…)
  - Rétrospectives de cinématographies nationales, régionales, thématiques, etc.

### Lieu central du festival
Chaque année, la place du festival, installée au centre-ville de Douarnenez, est équipée d'une scène sous chapiteau, tables et bancs au centre et d'échoppes sous tente sur le périmètre. Spectateurs, organisateurs, bénévoles, touristes de passage et invités s'y croisent, y flânent, y écoutent un concert, y boivent, y mangent, y débattent, y dansent… jusque tard dans la nuit. Les langues, les cultures, les orientations sexuelles et de genre s'y mélangent dans un joyeux bazar. Il est fréquent de pouvoir y observer des animations improvisées d'artistes au cours de la journée : jeune groupe sur scène, fanfare passant entre les tables…

#### Restauration
Des repas sont cuisinés midi et soir, le plus possible à partir de produits biologiques et/ou locaux, avec des alternatives végétariennes pour chaque menu carné.

### Place de ce festival dans l'éco-système associatif local
Le Festival de cinéma de Douarnenez/Gouel ar filmoù est désigné familièrement de ces différentes façons, et ceci bien au-delà du périmètre de la ville :
- Le festival des minorités nationales (nom originel) ;
- Le festival de Douarnenez (le plus fréquent à l'oral, souvent même abrégé en le festival) ;
- Le festival des minorités (le second plus fréquent à l'oral, plutôt chez les fidèles du début) ;
- Le festival de cinéma minoritaire de Douarnenez ;
- Festival de cinéma des minorités[2] ;
- Festival de cinéma de Douarnenez/Gouel ar filmoù : l'appellation officielle actuelle.

L'existence de ce festival à Douarnenez n'est pas le fruit du hasard. Il s'inscrit dans l'histoire militante et anti-conformiste de la ville, qui abrite un nombre record d'associations (une pour deux habitants). Les Douarnenistes sont nombreux à ressentir une grande affection et proximité avec le festival puisqu'il anime le territoire sur 9 jours et fait ressortir des thèmes actuels qui permettent de créer des discussions et de l'animation sur le territoire.
Certaines éditions bien particulières ont marqué les esprits plus intensément et durablement que d'autres, ou ont marqué une étape importante dans l'évolution du festival, notamment la vingt-deuxième, à l'occasion de laquelle de nombreux yiddishophones sont venus - à la suite d'une large publicité auprès des communautés -, a été marquée par une hausse de la fréquentation et du rayonnement du festival.
Il est fortement lié au Festival européen du film court de Brest.

Il y a même des enfants du festival : ainsi sont nommés affectueusement ceux qui, douarnenistes ou pas, ont commencé par le mini-festival enfants, puis ont continué à venir au fil des éditions, voire sont même devenus bénévoles si ce n'est même membre de la direction ou salariés. Ayant été vus grandir au fil des éditions, ils viennent parfois avec leurs enfants, qui seront à leur tour des enfants du festival.
L'association gère également un centre de ressources ouvert au public toute l'année.

### Fréquentation
En 2024, la fréquentation de la 46e édition du Festival est de 23 000 entrées.

## Thèmes annuels
Peuples ou thèmes à l'honneur depuis la création du festival :
- 1978, 1re édition : Peuple québécois
- 1979, 2e édition : Nations indiennes en Amérique du Nord
- 1980, 3e édition : Peuples des DOM-TOM
- 1981, 4e édition : Peuple occitan
- 1982, 5e édition : Peuples d'URSS
- 1983, 6e édition : Peuples tziganes d'Europe
- 1984, 7e édition : Peuples indiens en Amérique Latine
- 1985, 8e édition : Peuple noir américain
- 1986, 9e édition : Peuple catalan
- 1987, 10e édition : Peuples de l'Arctique
- 1988, 11e édition : Peuple basque
- 1989, 12e édition : Peuples de Chine et du Tibet
- 1990, 13e édition : Peuple palestinien
- 1991, 14e édition : Peuples aborigènes d'Australie
- 1992, 15e édition : Peuple irlandais
- 1993, 16e édition : Peuples d'Inde
- 1994, 17e édition : Peuples berbères
- 1995, 18e édition : Peuple écossais
- 1996, 19e édition : Communautés immigrées en Europe
- 1997, 20e édition : Rencontres autochtones en Europe, nationalismes en Europe 20e anniversaire
- 1998, 21e édition : Peuple gallois
- 1999, 22e édition : Le Yiddishland
- 2000, 23e édition : Les Italies
- 2001, 24e édition : Maoris d'Aotearoa
- 2002, 25e édition : Des Nouvelles du monde
- 2003, 26e édition : Kurdistan
- 2004, 27e édition : Les Belgiques
- 2005, 28e édition : Mexicains aux États-Unis
- 2006, 29e édition : Peuples des Balkans
- 2007, 30e édition : Portraits des colonisés, Mille et une Bretagnes
- 2008, 31e édition : Liban
- 2009, 32e édition : Peuples de Caucase
- 2010, 33e édition : Caraïbe
- 2011, 34e édition : Afrique(s) du Sud
- 2012, 35e édition : Communautés autonomes : Catalogne, Pays basque, Galice
- 2013, 36e édition : Roms, Tsiganes et Voyageurs
- 2014, 37e édition : Peuples de l'Archipel Indonésien, Timor-Leste et Papouasies
- 2015, 38e édition : Peuple des Andes
- 2016, 39e édition : Peuples de Turquie
- 2017, 40e édition : Frontières
- 2018, 41e édition : Les Peuples des Congo(s)
- 2019, 42e édition : Algériennes, Algériens[8]
- 2020, 43e édition : reporté en 2021 pour cause de pandémie de Covid-19
- 2021, 43e édition : Peuples & Luttes en Grèce / Pobloù ha stourmoù e Gres
- 2022, 44e édition : Helvètes Underground / Helvet Underground
- 2023, 45e édition : Premiers Peuples d’Amérique du Nord (retour sur l'édition de 1979), 19-26 août[10], avec la projection de 7 films documentaires de la réalisatrice Alanis Obomsawin
- 2024, 46e édition : Peuples du Brésil / Pobloù Brazil, 17-24 août[11]
- 2025, 47e édition : Peuples Amazonie / Pobloù Amazonia, 16-23 août